# David Diamant
David Diamant, eigentlich Aaron David Erlich (geboren 18. März 1904 in Hrubieszów, Österreich-Ungarn; gestorben 24. August 1994 in Paris), war ein polnisch-französischer Historiker des jüdisch-kommunistischen Widerstands in Frankreich.

## Leben
David Erlich stammt aus kleinen Verhältnissen einer traditionellen jüdischen Familie, er hatte sieben Geschwister. Aus wirtschaftlichen Gründen ging sein Vater in die Vereinigten Staaten, wo er sich als Fabrikarbeiter in einer Textilfabrik durchschlug. Erlich und seine Geschwister wurden mit sozialistischen Ideen erzogen und waren später in verschiedenen Funktionen in den sozialen Bewegungen und Parteien Osteuropas aktiv.
Erlich besuchte die Cheder. Im Alter von zehn Jahren arbeitete er in einer Seifenfabrik, danach in einer Gerberei. Er wurde Mitglied der jüdischen Jugendorganisation Hashomer Hatzair. Im Alter von 19 Jahren begann er ein Studium am Technikum in Wilna. Danach arbeitete er noch eine Zeit als Mechaniker in seinem Heimatort. Erlich wurde Mitglied der illegalen Kommunistischen Partei Polens (KPP). Er wollte dann zum Studium an die Universität Gent in Belgien gehen. Allerdings brauchte er für seinen Lebensunterhalt eine Arbeit, die er in Gent nicht fand. Als seine Aufenthaltserlaubnis für Belgien auslief, zog er 1930 weiter nach Paris, wo er als Bauhilfsarbeiter Arbeit fand. Danach war er in einer Metallfabrik in Pamiers im Südwesten Frankreichs angestellt, wo er bis Ende 1932 blieb. Er gründete in der Fabrik und in der Region mehrere Zellen der syndikalistischen Gewerkschaft Confédération générale du travail unitaire CGTU. Er wurde wegen seiner gewerkschaftlichen Tätigkeit und kommunistischen Agitation immer wieder aus seinen Arbeitsstellen gekündigt.
Diamant ging nach Paris, wo er in das Komitee der kommunistischen Juden im 20. Arrondissement gewählt wurde und zum Leiter des Arbeiterclubs von Belleville. Er heiratete Régine Katz, eine polnische politische Emigrantin, die aus Polen geflohen war, nachdem sie dort zu einer sechsjährigen Haftstrafe verurteilt worden war. Sie setzte in Paris ihre politische Arbeit mit Frauen fort. Diamant fand dann in einer kleinen Bettwarenfabrik Arbeit, die er die nächsten 7 Jahre ausübte.
Nach Kriegsausbruch 1939 und während des Drôle de guerre meldete er sich für den Kriegsdienst, aber er wurde nicht einberufen. Er arbeitete nun in einer Flugzeugfabrik, sieben Tage die Woche und 12 Stunden am Tag. Nach der deutschen Besetzung Nordfrankreichs 1940 verließ er die Arbeitsstelle. Er wurde zweimal aufgefordert, sich für eine Arbeit im Deutschen Reich zu melden. Diamant zog in das 10. Arrondissement und engagierte sich in kommunistischen Gruppen der Résistance. Er organisierte Arbeitsstreiks und Produktionssabotagen.
Nach Kriegsende arbeitete er als Journalist. Diamant gründete das Centre de Documentation der Union des Juifs pour la Résistance et l’Entraide (UJRE) und schuf ein Archiv aus Widerstandszeitungen und aus zeitgenössischen Fotos. Ab 1956 baute er eine Dokumentationsstelle bei der FNDIRP, Fédération nationale des déportés et internés résistants et patriotes, auf. Von 1957 bis 1978 arbeitete er am Institut Maurice-Thorez der Kommunistischen Partei und richtete auch dort eine Dokumentationsstelle zum Widerstand ein. Diamant publizierte noch im hohen Alter Schriften zur Geschichte der jüdischen Résistance.

## Schriften (Auswahl)
- Exposition : les juifs dans la Résistance. Catalogue illustré. Éd. Renouveau, 1947
- Pages de gloire des vingt-trois. Vorwort Justin Godard. Nachwort Charles Tillon. Éd. CFDI, 1951
- mit Henry Bulawko: Ce fut le commencement : Pithiviers et Beaune-la-Rolande, album illustré. édité par l’Amicale des anciens déportés juifs de France, Paris, 1951 (en français et en yiddish).
- Vingt années de la « Presse Nouvelle », album illustré en français et en yiddish. Presse Nouvelle, 1954
- Héros juifs de la Résistance française. Vorwort Charles Lederman. Éd. Renouveau, 1962
- Juifs dans la guerre d’Espagne, 1936–1939. Éd. Renouveau-Idisz Buch, Paris-Warschau, 1967 (en yiddish)
- Les juifs dans la Résistance française (avec armes ou sans armes). Vorwort Albert Ouzoulias. Nachwort Charles Lederman. Paris : Le Pavillon, 1971 (Prix Maurice Vanikov 1967–1968)
- Le Billet vert, Vie et lutte à Pithiviers et Beaune-la-Rolande, camps pour juifs, camps pour chrétiens, camps pour patriotes. Vorwort Marcel Paul, Olga Wormser-Migot. Nachwort Henry Bulawko. Paris : Éd. Renouveau, 1977
- Combattants juifs dans l’Armée républicaine espagnole, 1936–1939. Paris : Éditions Renouveau, 1979
- Combattants, héros et martyrs de la Résistance, Biographie et dernières lettres de martyrs ouvriers, employés, intellectuels. Paris : Éditions Renouveau, 1984 (zuerst 1962)
- (Mitarbeiter): Histoire du mouvement progressiste juif. 1985
- Nathan, l’ouvrier juif : récit d'une vie. Vorwort Pierre Paraf. Paris : Nouvelles Editions du Pavillon, 1989
- Jeune combat : la jeunesse juive dans la Résistance. Vorwort Jean Laurain. Nachwort Henry Bulawko. Paris : Ed. L'Harmattan, 1993, ISBN 2-7384-1688-8